# Survival Quest
Survival Quest è un film del 1989 diretto da Don Coscarelli.

## Trama
Montagne della California. I pacifici allievi del corso di sopravvivenza e la loro guida Hank Chambers entrano in collisione con un gruppo di paramilitari guidati da uno spietato istruttore, Jake Cannon che si stanno addestrando nella zona.